# 林吉德冰原島峰
85°13′S 173°13′W / 85.217°S 173.217°W
林吉德冰原島峰（英語：Ringed Nunatak），是南極洲的冰原島峰，位於杜費克海岸，處於加特林冰川源頭，屬於丘默勒斯山的一部分，現時由南極條約體系管理。